# Вальков, Анатолий Иванович
Анато́лий Ива́нович Валько́в (15 декабря 1927 — 21 марта 2003) — советский дипломат, Чрезвычайный и полномочный посол.

## Биография
Член ВКП(б). Окончил Высшую дипломатическую школу МИД СССР (1959).
- В 1951—1953 годах — сотрудник Советской Контрольной Комиссии в Германии.
- В 1953—1957 годах — сотрудник аппарата Верховного комиссара СССР в Германии, затем посольства СССР в ГДР.
- В 1957—1959 годах — слушатель ВДШ МИД СССР.
- В 1959—1961 годах — сотрудник центрального аппарата МИД СССР.
- В 1961—1965 годах — 1-й секретарь, советник посольства СССР в Индии.
- В 1965—1969 годах — сотрудник центрального аппарата МИД СССР.
- В 1969—1971 годах — советник-посланник посольства СССР в Пакистане.
- В 1971—1979 годах — сотрудник центрального аппарата МИД СССР.
- В 1979—1987 годах — заведующий Отделом Южной Азии МИД СССР.
- С 22 октября 1987 по 21 марта 1991 года — чрезвычайный и полномочный посол СССР в Таиланде и постоянный представитель СССР при ЭСКАТО по совместительству[1].

Награждён орденом Трудового Красного Знамени (14 декабря 1987), медалями.
Похоронен на участке 13а Троекуровского кладбища.